# Konkurenční výhoda v marketingu
Konkurenční výhoda v marketingu je něco, co nabízíte navíc oproti vašim konkurentům. Je to něco, co nenabízí nikdo jiný. Něco, co vás dělá výjimečnými. Konkurenční výhoda může rozhodnout o tom, jestli konkrétní zákazník nakoupí u vás, nebo u někoho jiného.
Konkurenční výhoda je pojem popisující atributy, které umožňují organizaci překonat její konkurenci. Tyto atributy mohou zahrnovat přístup k přírodním zdrojům, vysoce kvalifikovaný personál, geografická pozice, vysoké bariéry vstupu na trh apod. Nové inovativní technologie jako například roboti nebo informační technologie. Ty mohou taktéž představovat konkurenční výhodu, ať už jako součást samotného produktu, nebo výhodu při výrobě produktu, nebo jako konkurenční pomoc v obchodním procesu (např. k lepší identifikaci a pochopení zákazníků).[zdroj?]
Můžeme říct, že konkurenční výhoda vychází v podstatě z hodnoty, kterou je společnost schopna vytvořit pro své zákazníky. Konkurenční výhoda může mít více podob. Buď podobu nižších cen než má konkurence za stejné výrobky a služby, nebo ve formě poskytnutí zvláštních výhod, které jsou pro zákazníka hodnotnější než nízká cena.
Například Lukáš Ohanka, marketingový ředitel společnosti Baťa, v jednom článku popisuje, že nespornou konkurenční výhodou společnosti Baťa je český původ a tradice.
Porter vidí konkurenční výhodu v souhře vůdčím postavení v nízkých nákladech a diferenciací v rozsahu firemních aktivit. Doyle a Stern (2006) integrovali konkurenční výhodu do jednoho z pěti aspektů marketingu, spolu s úspěšným dosahováním cílů společnosti, zaměření se na potřeby, organizaci a považováním marketingu za součást obchodní filozofie. Pro oba autory je marketing více než pouhé uspokojování potřeb zákazníků, ale i poskytování přidané hodnoty oproti konkurenci.
| „ | I za předpokladu, že znáte válku lépe než ostatní, neznamená to, že budete dobrým vojákem. | “ |

Podstata věci je odpovědět si na otázku „Proč by někdo chtěl uzavřít obchod raději se mnou než s konkurencí“. Odpověď nám pak poskytne možnost určit a využít své konkurenční výhody. Konkurenční výhodou v marketingu je v prvé řadě marketingový plán. Společnosti neschopné marketingově plánovat se vrhají bez rozmyšlení tam, kde se objeví konkurent, nebo tam, kde vyvstane problém. Společnosti však musejí být schopny vyhodnocovat měnící se situaci, volit odpovídající strategie a následně je efektivně implementovat. Konkurenční výhodou může být také schopnost nabídnout rychlejší dopravu než konkurence, on-line služby, dárkové balení, údržba produktu, instalace, delší záruka, design, spolehlivost, vzdělávání, kultura, doprava.
Pokud společnost trpí absencí konkurenční výhody, jinými slovy je neschopna poskytnout zákazníkovi více než konkurence, přímým následkem se stane úpadek tržního podílu společnosti.
Konkurenční výhoda souvisí především s dynamikou trhu. Formy komunikace a distribuce představují pro většinu společností velkou konkurenční výhodu, zejména v rámci pořízení nových technologií. Vezměme si jako příklad společnost, která nebude disponovat online objednávkami a společnost, která naopak bude mít zřízený online objednávací systém spolu s bonusem dodání zdarma nad 1000 Kč. V dnešní době dá většina lidí přednost právě společnosti, která disponuje modernějšími službami.
Konkurenční strategie by měla být ve středu zájmu společnosti především kvůli vyhledání příznivého konkurenčního postavení v odvětví a zjištění stěžejních oblastí, kde se konkurence vyskytuje. Cílem strategie je vytvořit ziskovou a udržitelnou pozici vůči silám určující konkurenci v odvětví [3].

## Typy konkurenční výhody v marketingových aktivitách
Konkurenční výhoda v reklamě může spočívat ve:
- Správném způsobu sdělení informace - např. nadpis popisující výsledek situace, který zaujme lépe než u konkurence

Důležitým nástrojem, který je nutno v marketingu používat jsou informace. Způsob a intenzita jejich sdělení je tedy klíčové, a pokud je správné, jedná se o velkou konkurenční výhodu.
- Kreativitě – ať už se jedná o marketingovou aktivitu v jakémkoliv slova smyslu, (reklama vizuální, propagace, přímý prodej, promo) kreativita je tím, co práci povznese nad konkurenty. Odlišení se zde pojímá od základu slova a jeho mínění. S kreativitou v marketingu se také pojí způsob myšlení neboli celková myšlenka reklamy. Myslet jinak než ostatní je základem úspěchu a originality. Jít s dobou znamená jít se zákazníkem, nejen tedy reagovat na podněty, ale podněty udávat. Přijít tedy s „něčím novým“ v reklamě – nový způsob sdělení, forma nebo obsah je opět na základě kreativity značnou konkurenční výhodou.

- Důvtipu – z nejnovějších průzkumů zákazníky nejvíce zaujme vtipná upoutávka s důrazem na porozumění prostředí, ve kterém se v dnešní době žije.[7]

Důležité je také neustálé kladení si otázek. Klienta ve většině případů zajímá jen on sám a jeho vlastní prospěch. Cílí se tedy na pozitivní zákaznickou zkušenost. Sledovat nejdůležitější parametry a chování zákazníků v číslech je základem pro tvorbu konkurenčních výhod.
Tyto vyjmenované konkurenční výhody pro marketingové aktivity vycházejí z Porterovy generické strategie o konkurenčních výhodách, a to konkrétně z konkurenční výhody odlišnosti.
Také objevením potřeby trhu se podnik dostane o krůček dopředu před konkurencí. Tento krůček znamená jak časovou, tak tržně-podílovou výhodu. Konkurenční výhoda obecně je v podstatě motivem ke koupi zákazníka. Existují konkurenční výhody, které nese produkt, a pak ty, které nese producent nebo distributor.